# Neoechinorhynchus satori
Neoechinorhynchus satori är en hakmaskart som beskrevs av Morisita 1937. Neoechinorhynchus satori ingår i släktet Neoechinorhynchus och familjen Neoechinorhynchidae. Inga underarter finns listade i Catalogue of Life.